# Мужанка
Мужанка (біл. вёска Мужанка) — село в складі Борисовського району Мінської області, Білорусь. Село підпорядковане Лошницькій сільській раді, розташоване в північно-східній частині області.